# Opegrapha variaeformis
Opegrapha variaeformis är en lavart som beskrevs av Anzi. Opegrapha variaeformis ingår i släktet Opegrapha och familjen Roccellaceae.   Inga underarter finns listade i Catalogue of Life.